# Gornaja Prolejka
Gornaja Prolejka (ros. Горная Пролейка) – wieś w Rosji, w obwodzie wołgogradzkim, w rejonie dubowskim. W 2010 liczyła 1310 mieszkańców.